# Blickkontakt

Schaufensterpuppe um 1959 aus den USA

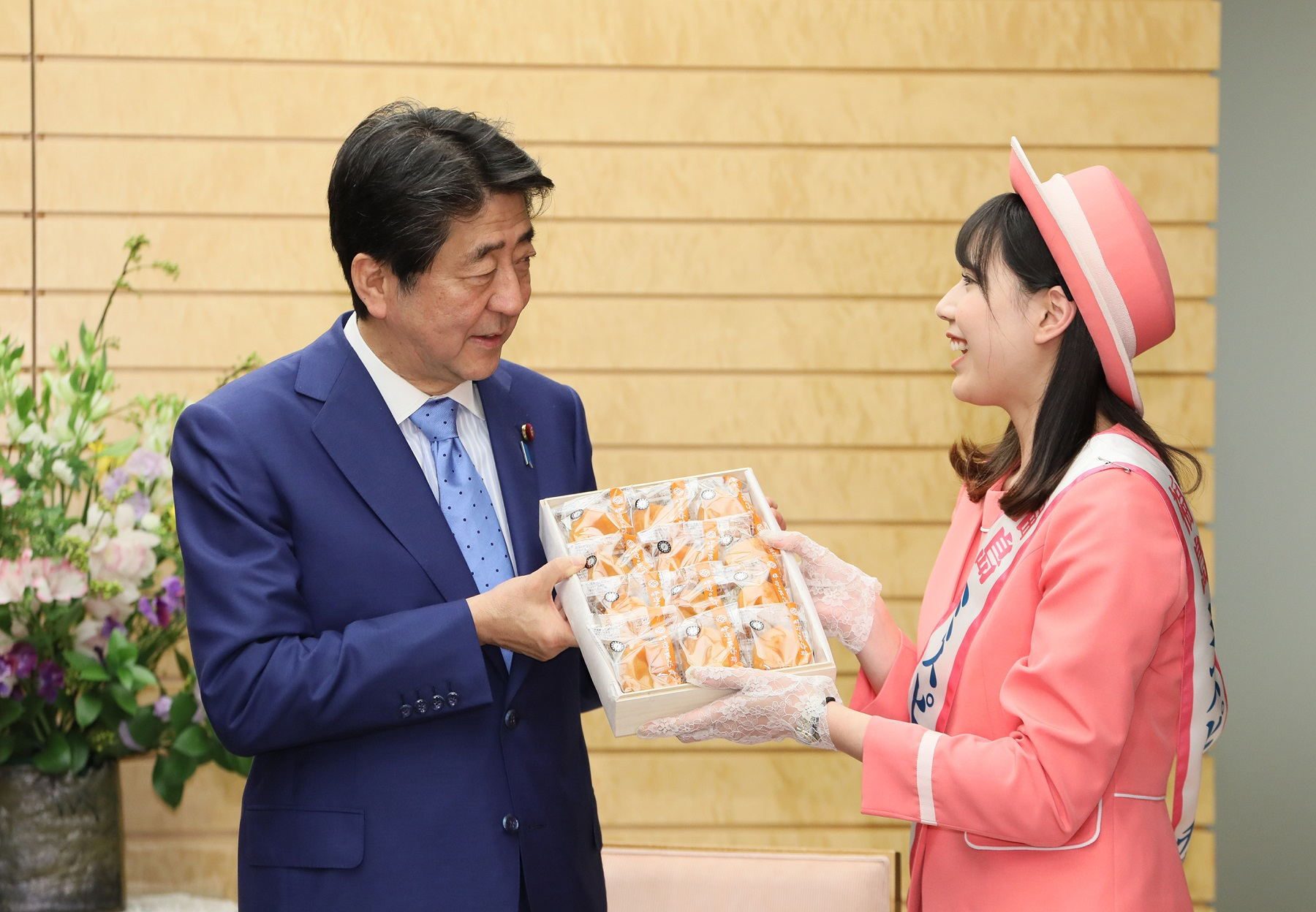
Nonverbale Kommunikation beim gegenseitigen in die Augen sehen

Als Blickkontakt bezeichnet man den wechselseitigen Blick zweier Personen in die Augen, wenn dieser von beiden wahrnehmbar ist. Es handelt sich um ein dynamisches Sehereignis.
Blickkontakte sind ein wichtiges Ausdrucksmittel der Körpersprache (hier: Mimik) und ein zentraler Bestandteil der nonverbalen Kommunikation. Kaum eine andere Mimik vermag einen so facettenreichen Ausdruck zu vermitteln (das Auge als Spiegel der Seele).
Der Blickkontakt kann rein nonverbal erfolgen oder Inhalte eines Gespräches begleiten sowie die Charakteristik einer Kommunikation unterlegen, da Blicke die Emotionen, Stimmungen bzw. die Absicht einer Person transportieren können.

## Blickkontakt bei höheren Primaten
Als Teil des Sozialverhaltens regelt Blickkontakt maßgeblich die Interaktion in der Horde bzw. der Gesellschaft. Menschliche nonverbale Kommunikation weist aufgrund des gemeinsamen evolutionären Erbes Ähnlichkeiten zu der anderer Primaten auf. Affen- und Menschenbabys entwickeln auf ganz ähnliche Weise bestimmte kommunikative Gesten, die auch das Blickverhalten einschließen.
Blicke als Drohstarren gehören bei Mensch und Tier einerseits zum „Repertoire aggressiven Verhaltens“ (Eibl-Eibesfeldt), des Drohverhaltens, andererseits zum Sexualverhalten, weswegen die Interpretation des Blickes wesentlich ist. So lässt sich beobachten, dass sich die Augenlider (Öffnung, Lidschlag) und die Pupillengröße verändern. Ferner sind beispielsweise die Blickbewegung und die Dauer des Blickkontakts beobachtbar. Die Blickrichtung wird durch das Weiße im Auge (Sclera) erkannt. Die Sclera ist beim Menschen etwa dreimal größer als bei den mehr als 200 Arten nichtmenschlicher Primaten, wodurch die Blickrichtung deutlich besser zu erkennen ist.
Beim menschlichen Kind stellt das soziale Lächeln einen Meilenstein in dessen emotionaler und sozialer Entwicklung dar und ist in der Regel an Blickkontakt gebunden.
Die Vermeidung von Blickkontakt kann auf eine soziale Phobie, Persönlichkeitsstörung oder Entwicklungsstörung (z. B. Autismus) hindeuten.

### Blickkontakte als Übermittler wichtiger Informationen
Blickkontakt besteht gewöhnlich bei Begrüßungen, Gesprächen und bei gemeinsam ausgeführten Handlungen oder bei Handlungen, die beiderseits von Wichtigkeit sind. Ein nicht erwiderter, ausweichender oder leerer Blick wird oft als negativ (Desinteresse, Herabwürdigung) oder auch Schüchternheit empfunden; dies gilt nicht, wenn der Empfänger um die Begleitumstände des Kommunikators weiß. Blickkontakte haben eine große Bedeutung beim Transport von Aussagen wie z. B. Aggression, Traurigkeit, Ärger, Angst, Liebe und Unschuldsbeteuerung.
Friedrich Wilhelm Barfuss, Autor des Buches Populäres Lehrbuch der Optik, stellte folgende Behauptung auf:

„Der Blick ist das Fenster zur Stärke oder Schwäche bzw. zur Intelligenz eines Menschen. Nur ein intelligenter Mensch kann die verschiedenen Gefühle, die in Blicken liegen richtig anwenden, weiß, in welchen Situationen welcher Blick angewendet werden muss. Ich möchte keineswegs arrogant erscheinen oder mich selbst loben, aber ich habe schon immer den passenden Blick für bestimmte Situationen beherrscht.“

Informationen, die durch Blickkontakt übermittelt werden, werden intensiver wahrgenommen als solche ohne diesen (vgl. Aufmerksamkeit). Je häufiger respektive länger der Blickkontakt besteht, umso wirkungsvoller wird die Nachricht vom Empfänger aufgenommen.

### Dauer des Blickkontakts

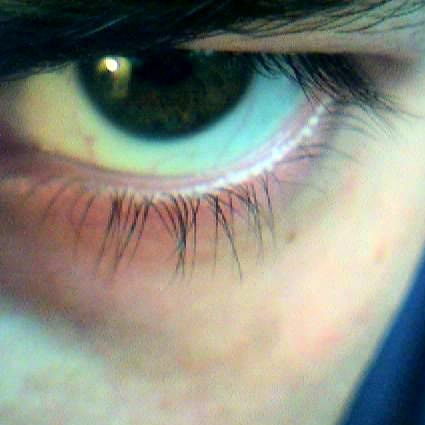
Starren

Je wichtiger eine Aussage oder eine Handlung für den Sender ist, desto länger dauert der Blickkontakt und desto wichtiger ist dieser für den Transport der Nachricht. Abgesehen davon kann auch Blickkontakt bestehen, wenn Sender und Empfänger sehr an einer Kommunikation interessiert sind.
Dabei ist es keineswegs so, dass sich zwei Menschen während eines Gesprächs permanent in die Augen blicken. Der Sender schaut immer wieder am Empfänger vorbei. Die Aufnahme des Blickkontaktes signalisiert dem Kommunikanten, dass der Rezipient Aufmerksamkeit wünscht oder nach einem Redebeitrag in die Empfängerrolle wechselt.
Oft ist es schwierig, die richtige Dauer des Blickkontaktes zu finden. Zu wenig Kontakt kann Desinteresse, Miss-/Nichtachtung, Unsicherheit, Verlegenheit, Schüchternheit oder Lüge transportieren. Ein sehr intensiver Blickkontakt beinhaltet hingegen eine besonders bedeutsame Kommunikation aus Sicht des Senders. 
Die Dauer des Blickkontakts kann eine positive (Transport von Sympathie, der Wichtigkeit der Nachricht, der Wichtigkeit des Gesprächspartners o. ä.) oder eine negative Bedeutung haben (z. B. Dominanz, Bedrohung, Herausforderung). Sie kann fragend, zustimmend oder ablehnend sein.
Langes fokussiertes Ansehen ohne sonstige Kommunikation wird vom Empfänger häufig als unangenehm, unhöflich und/oder abwertend empfunden und wird als Anstarren (Stielaugen) bezeichnet. Eine Steigerung wäre das Drohstarren.
Eine britische Studie ermittelte die bevorzugte Blick-Dauer aus Sicht der angesehenen Probanden als 3,3 Sekunden (Preferred Gaze Duration (PGD)). Der Großteil bevorzugte Blickkontakt von 2 bis 5 Sekunden Dauer als angenehm, unter 1 Sekunde und über 9 Sekunden Dauer wurde von allen als unangenehm empfunden. Diese Dauern sind unabhängig von dabei auftretenden Emotionen. Ältere Männer haben jedoch gerne längerdauernden Blickkontakt mit Frauen.

### Häufigkeit des Blickkontaktes

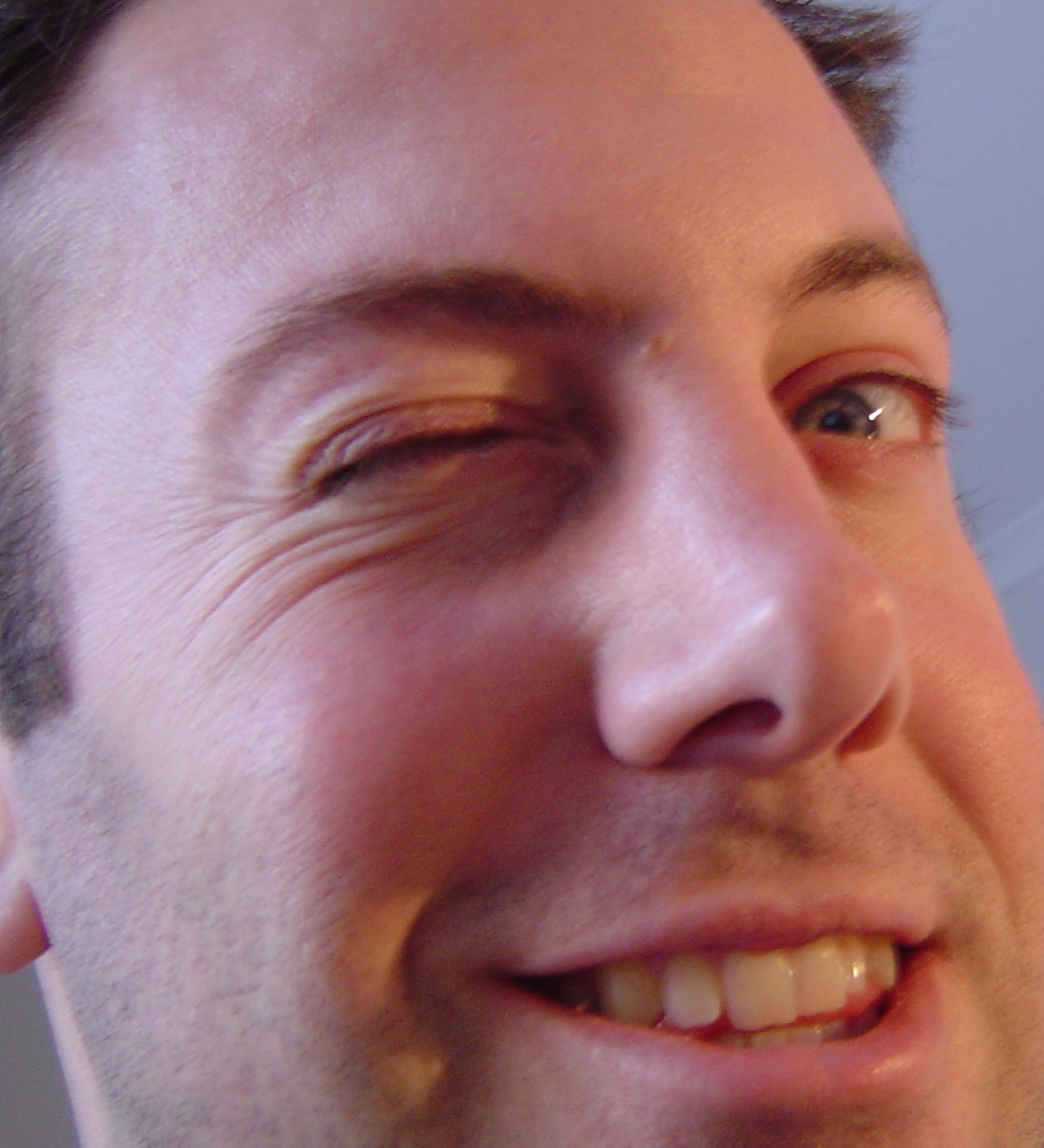
Zwinkern

Häufige Blickbewegungen können eine Musterung bedeuten oder auf Unsicherheit bzw. Nervosität des Senders hindeuten. Blinzeln kann Sympathie oder Nervosität transportieren. Der rasche Lidschlag transportiert oft Nervosität oder Unsicherheit, während der langsame Lidschlag (manchmal mit einem Auge) oft mit einem Lächeln verbunden ist und Sympathie transportiert, besonders beim Augengruß, aber auch beim Zwinkern. Letzteres ist eine in Europa gängige Mimik, vor allem beim Flirten. Das Zwinkern kann dem Empfänger unangenehm sein, wenn sich beide nicht gut genug kennen oder ein Beteiligter keine Annäherung wünscht (vgl. Partnerwahl).

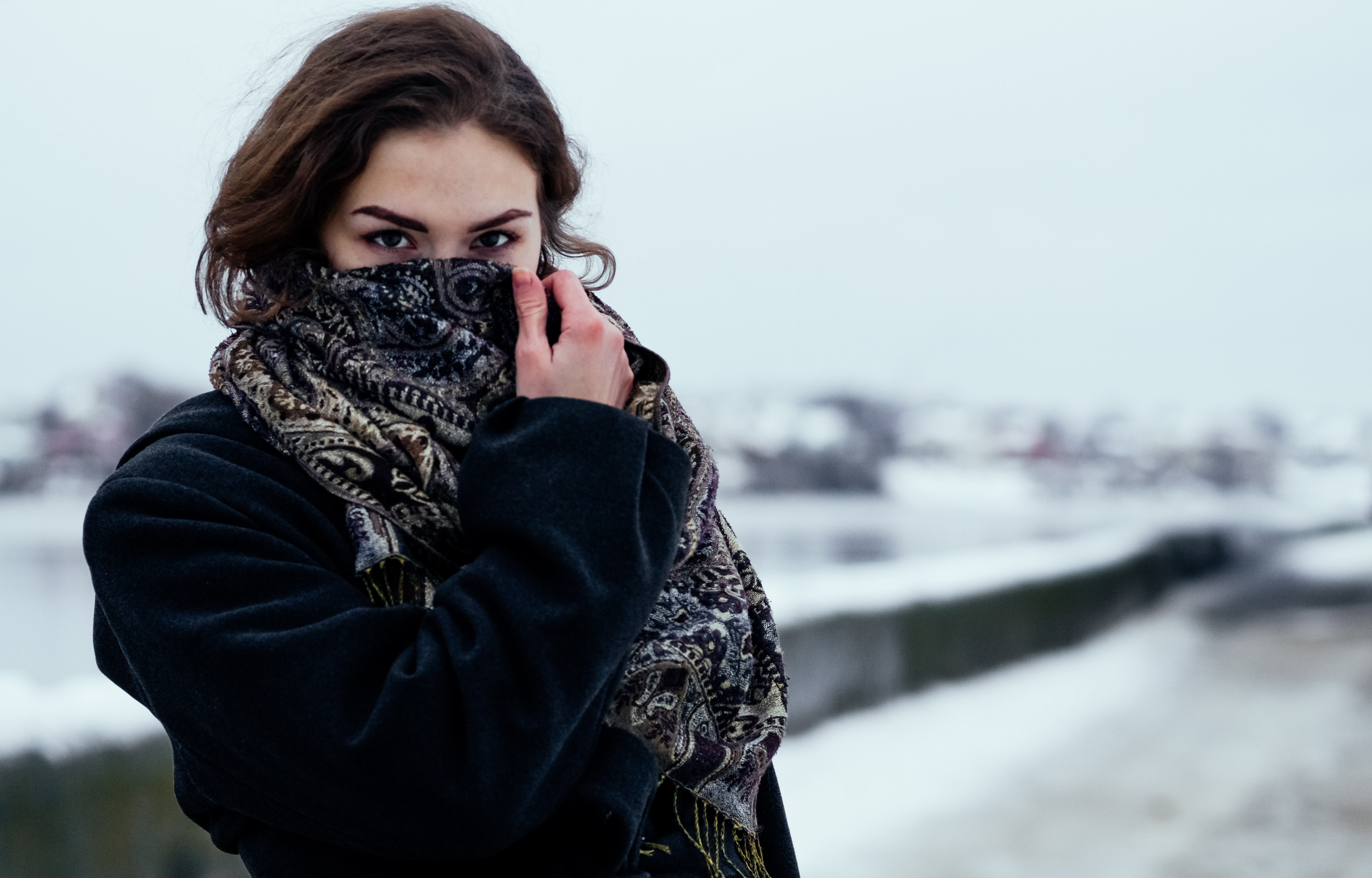
Förderung des Blickkontakts durch Begrenzung des sichtbaren Gesichts auf die Augen. Zum Flirten (mit der Kamera) oder Duldung einer Film- oder Fotoaufnahme durch die eigene Anonymität bei gleichzeitiger Beobachtung des Gegenübers

### Kulturelle Unterschiede beim Blickkontakt
Die Informationen, die durch Blickkontakt übermittelt werden, können von Personen aus verschiedenen Kulturen unterschiedlich empfunden werden. So wird z. B. in westlichen Kulturen ein direkter Blickkontakt als vertrauensbildend und seine Vermeidung als Zeichen der Unaufrichtigkeit empfunden. In nichtwestlichen Kulturen gelten u. U. andere Konventionen. So wird der direkte Blickkontakt in China oder Japan dagegen häufig als offensiv empfunden und daher vermieden.

## Wortumfeld

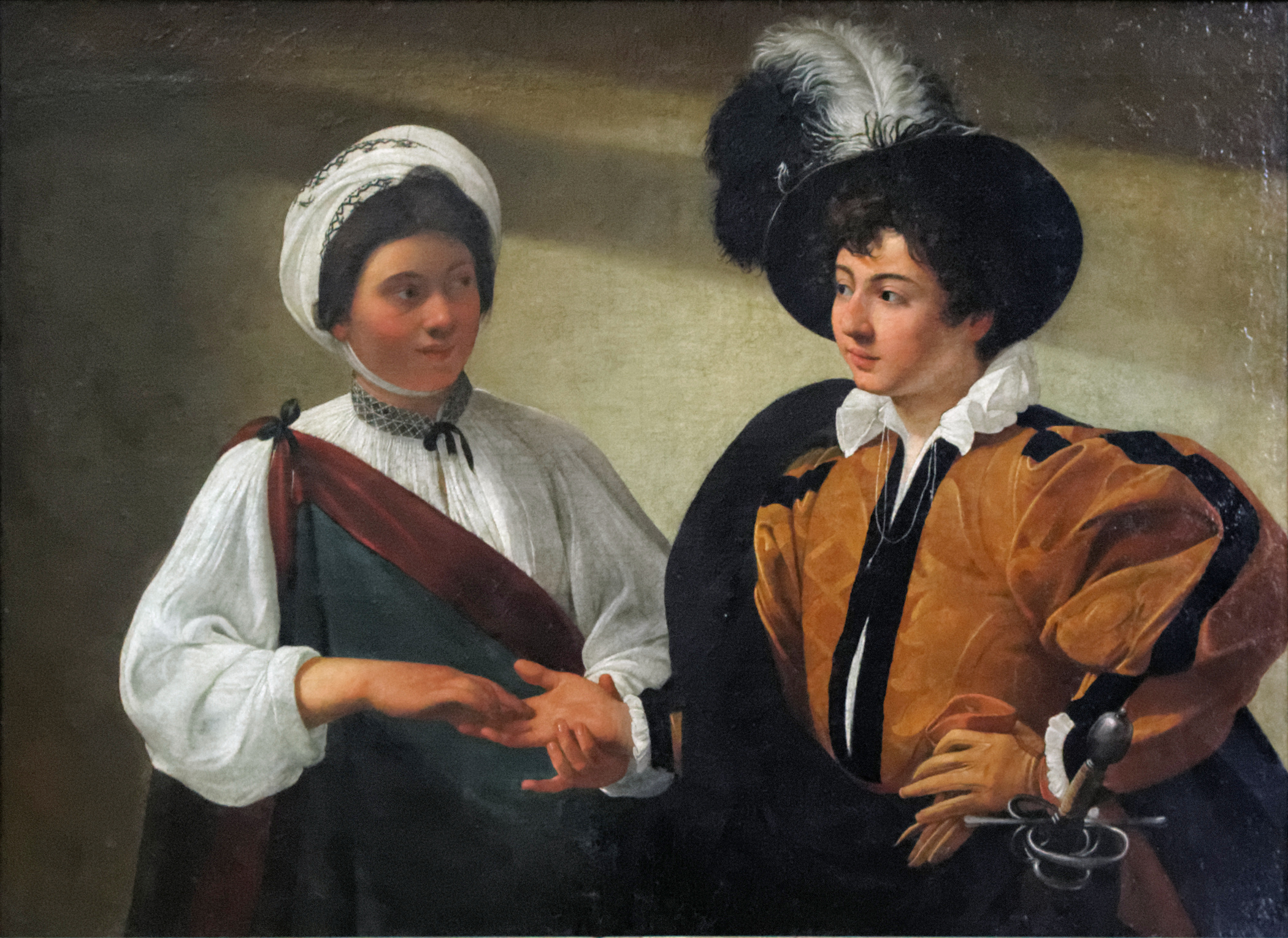
Die Wahrsagerin, Caravaggio (um 1594)

Der Augenblick im Sinne von Gegenwart oder im Sinne einer kurzen Zeitspanne hat auch Eingang in die Sprache gefunden. Beispiele: Die Interjektion „Einen Augenblick!“ steht für die Bitte um Geduld, die einem Kommunikationspartner gilt. Der Ausspruch „im Augenblick“ steht für eine gegenwärtige Situation. „Jeden Augenblick“ heißt, dass ein Ereignis unmittelbar bevorsteht oder praktisch dauernd stattfindet. „Einen Blick auf jemanden werfen“ bedeutet, dass eine Person jemanden im Blickfeld hat, weil sie an ihm interessiert ist.
Ein böser Blick ist die vermeintliche Belegung eines Fluches oder eines Zaubers alleine durch Blickkontakt durch eine Hexe bzw. einen Hexer oder Magier.
Ein Gespräch zwischen zwei Personen wird als „Vier-Augen-Gespräch“, und nicht etwa als „Vier-Ohren-Gespräch“ bezeichnet, was die Bedeutung des Blickkontakts bei dieser Gesprächsform hervorhebt. Auf „gleicher Augenhöhe“ verhandeln bedeutet, dass sich die Gesprächspartner als ebenbürtig betrachten. Jemandem „etwas von den Augen ablesen“ heißt seine Gefühle, eventuell auch momentane Gedanken an der Mimik seiner Augen zu erkennen.

## Philosophie
In Das Sein und das Nichts beschreibt Jean-Paul Sartre das Anblicken einmal als einseitige Form des Besitzergreifens (possession) des Anderen, aber auch wechselseitig als objectivation, als selbstreflexive Konstruktion des Ich. Im Blickkontakt wird der andere sozusagen erst als Sein geschaffen, ja geboren in seiner Nacktheit. Diese Form der Entstehung bezieht Sartre auf die Grundlage des Ichs (fondement de moi). Der Mensch erkennt sich also im anderen. Dieser Gedanke wurde von der Psychologie aufgegriffen, siehe → Spiegelstadium, Spiegelung und die Theorie von Donald W. Winnicott, dass der Blickkontakt der Mutter als Vorstadium des Spiegelstadiums aufzufassen ist.

## Sonstiges
Bei der Begegnung von Unbekannten vermittelt der Blickkontakt erste wichtige Informationen (erster Eindruck).
Der Augengruß ist ein kurzer Blickkontakt, der nur zum Grüßen dient. Beim Kennenlernen zwischen Menschen, die eine Beziehung beabsichtigen, ist der erste ausdrucksstarke Blickkontakt von erheblicher Bedeutung.
Ein bekanntes (Kinder-)Spiel ist das Blickduell, wo man sich absichtlich gegenseitig lange in die Augen blickt, bis einer zuerst wegschaut oder anfängt zu lachen.
Autistische Menschen sind oft nicht in der Lage, verbale und nonverbale Nachrichten in einem Gespräch gleichzeitig zu verarbeiten. Typischerweise führt das dazu, dass Autisten ihr Gegenüber umso weniger ansehen, je intensiver sie sich mit dem Inhalt des Gespräches beschäftigen. Dies führt beim Gesprächspartner leicht zu Verwirrung bzw. wird als Ausdruck von Verlegenheit oder Desinteresse fehlinterpretiert.
Bei Präsentationen, Verkaufsgesprächen oder Lehrveranstaltungen steigert der Blickkontakt mit dem Publikum dessen Aufmerksamkeit und Interesse (vgl. AIDA-Modell).